# Mechtild (jungfru)
Mechtild, död okänt år (efter år 1288), var en svensk "jungfru", följeslagare till Sankta Ingrid av Skänninge.
Enligt legenden rymde hon från sin make på bröllopsnatten och följde med Ingrid på dennas pilgrimsfärd till Rom, Jerusalem och Santiago de Compostela. Hon har sammanblandats med Mechtild av Holstein, och den sistnämnda uppfattades därför ett tag felaktigt som ett helgon.